# Српски војни санитет у албанској голготи
Српски војни санитет у албанској голготи је хронолошки приказ догађаја у Првом светском рату, кроз који је прошла санитетска служба српске војске, заједно са борбеним јединицама и делом народа у борби за опстанак, током повлачења 1915/1916. године, ка албанском приморју и њене евакуација на Крф. Албанска или Српска голгота устаљен је назив за повлачење Војске Краљевине Србије и прогнаних цивила преко завејаних планина Албаније и Црне Горе након инвазије Централних сила на Србију, у зиму 1915/1916. године, у којој је од септембра 1915. до марта 1916. погинуло или умрло 144.098 лица.
Дана 28. јула 1914. почео је Први светски рат. Краљевина Србија ратовала је против Аустроугарске и других Централних сила од 28. јула 1914, када јој је аустроугарска влада објавила рат па све до капитулације Аустроугарске 3. новембра 1918. године. Прве године рата Србија је потукла аустроугарску Балканску војску. Наредне године њена војска суочила се са Тројном инвазијом. Не желећи да се преда српска војска се повукла преко Албаније. Тако је почела албанска голгота, у току које је српска војска и њена Влада заједно са једним делом становништва евакуисана на Крф и Северну Африку, где се одморила, залечила ране, наоружала, опремила и реорганизовала. Потом је пребачена на Солунски фронт, где је већ 1916. године забележила прве војне успехе. Захваљујући српским војним победама и дипломатији, створена је Краљевина Срба, Хрвата и Словенаца.
У Првом светском рату, војни санитет дејствовао је све време повлачећи се, прво по целој Србији, а потом по снегом окованим врлетима Албаније и Црне Горе, глибовима дивљег албанског приморја и у бродовима по валовитом Јонском мору све до доласка на острво „спасења“ — Крф. На Грчком тлу, усред помора, у „лавовској борби“ против хаоса, српски војни санитет је несебично жртвујући своје људске ресурсе, уједно био на путу ка сопственој обнови у изгнанству, која је условила реорганизацију српске санитетске службе. Њено ново устројство, настало на Грчком тлу уз помоћ савезника, које ће управо до краја рата бити „база ратног санитета“ Српске војске до коначног повратка у Србију.

## Услови који су владали у српском санитету и Србији до албанске голготе
Знајући да су главне српске снаге концентрисане на северу Србије и сматрајући да је борбена вредност српске војске мала Поћорек је снагама предвиђеним за дефанзиву одлучио да нападне Србију 12. августа изјутра. Док је 2. армија вршила снажан демонстративан напад дуж обале Саве, трупе 5. армије почеле су форсирање Дрине. Војвода Путник је након сагледавања ситуације донео одлуку да непријатељу наметне битку маневарског типа. Аустроугарско командовање очекивало је одлучујућу битку на падинама западно од Ваљева. Њене трупе су у складу са ондашњом аустроугарском и немачком доктрином напредовале у 6 маршевских колона без армијске резерве. У ноћи између 15. и 16. августа 1914. године српска војска је започела битку која се 16. августа распламсала на падинама Цера, и која се 20. августа завршила потпуним аустроугарским поразом и протеривањем непријатеља из земље. Краћи прекид активних операција био је предах пред још теже борбе, што је омогућило српској војсци и њеном санитету да попуни свој састав, опрему и да се одмори.
Убрзо је уследила Трећа аустроугарска офанзива на Србију, која је била последњи покушај аустроугарске војске у 1914. години да самостално окупира територију Краљевине Србије. У међувремену је одступање 1. армије и Ужичке војске довело до повлачења целог фронта па је српска престоница остала без одбране. Аустроугари су заузели Београд без борбе и у њему су одржали тријумфалну параду 3. децембра.

### Организација збрињавања и евакуација повређених и оболелих
У почетном периоду рата, војни санитет је распоредио пољске болнице дуж путних праваца и у позадини борбеног распореда. Оне су имале задатак да прикупљају све рањене и оболеле, и након указане прве помоћи врате у јединицу или транспортују у ваљевску болницу или до санитетског воза коме је полазна станица била у Ваљеву. Због недостатка санитетских шатора пољске болнице су биле смештене у сеоским школама, кафанама или кућама. Из болница најближе би могли да одведу болесника или рањеника, и одведу на лечење.
Формацијских санитетских превозних средстава са првих борбених линија није било. За евакуацију до Ваљева и пољских болница, коришћена су запрежна кола, коњи, или кола коморе у повратку. Или веома често „како је ко знао и умео“.
Одабир и усмеравање рањеника на тријажном пункту у Ваљеву било је поверено др Ван Тинховену, тада једином страном лекару, са великим искуством, који не само да је вршио тријажу болесника већ је вршио и 8-10 великих операција тешких болесника дневно. Само најтежи болесници остајали су у Ваљеву они који више нису могли да се транспортују, кер су животно били угрожени. А на одсеку за хирургију, на коме није било више од шездесет кревета, и колега да му помогну, искусан хирург као што је био др Ван Тиховен могао је само да оперише читав дан, често и до дубоко у ноћ. Радећи скоро даноноћно као главни хирург Војне болнице у Ваљеву др Ван Тинховен је, од 8. августа, када је стигао у Ваљево, до 23 септембра 1914. оперисао 235 рањеника, од којих је 67 (око 30%) умрло (већина након операција главе, трбушних рана и рана кичмене мождине).
Сви болесници који су могли да се транспортују превожени су санитетским возом у друге крајеве Србије. Санитетски возови су свакодневно из Ваљева превозили 2.000–3.000 рањеника, а често се у недостатку санитетског користио се и теретни воз. У Младеновцу, уз железничку станицу формирано је завојиште, из кога су рањеници, након разврставања упућивани у болнице у Нишу, Скопљу, Крагујевцу.
Санитетски возови који су се кретали српским пругама све до повлачења српске војске у касну јесен 1915.
- воз бр. 1: командир капетан I класе др Милан Петровић,
- воз бр. 2: командир потпуковник др Михаило Величковић,
- воз бр. 3 (транспортни): командир овога воза који је кружио пругом Ваљево–Аранђеловац–Младеновац био је др Милан Цекић, Преметарац (који је оболео од пегавца и умро међу првим српским лекарима 9. јануара 1915. године, заменио га је старији медицинар Јован Јанковић),
- воз бр. 4: командир мајор др Светозар Марковић,
- воз бр. 5: командир капетан I класе др Милутин Копша, хирург капетан I класе др Владислав Маринковић (у јесен 1915),
- воз бр. 6: командир мајор др Миленко Матерни
- воз бр. 7 (транспортни): командир апсолвент медицине санитетски наредник Станислав Јовановић (умро од пегавца 17. марта 1915. године у Нишу, заменио га је старији медицинар Љубомир Петровић).

Ови возови су вршили санитетску евакуацију рањеника и болесника све до напуштања територије Краљевине Србије у јесен 1915. Део возова који су се затекли јужније од Скопља, превезени су у Солун и касније током операција на Солунском фронту коришћени су у исте сврхе, док су остали уништени да не би пали непријатељу у посед, дуж пруге Скопље–Косовска Митровица.
Организациони пропусти санитетске службе
На почетку рата санитетска служба српске војске поред недовољног бројног стања и уважавања постојећих проблеме, имала је пропусте који су се добром организацијом могли отклонити;
- Пољске болнице у ваљевском крају, нису биле благовремено повезане са централном болничком мрежом, те су једно време, посебно у новембру 1914. године биле без рањеника, иако су они непрекидно пристизали.
- Евакуација је била неефикасна због стихијских потеза санитета и војних команди, често без сагласности Војног министарства.
- Неприпремљеност медицинског особља за масовни прилив рањеника и болесника, превенцију заразних болести и панике која је завладала након епидемија пегавца и трбушног тифуса, који је харао и очигледно изненадио брзином и обимом ширења санитетску и градску здравствену службу.

Зато је за српски санитет на почетку рата била најбитнија добра организација збрињавања великог броја рањеника и тешких болесника уз сталне покрете и бригу за њихову безбедност, као и безбедност самих припадника санитета и нешто касније страних хуманитарних мисија (чија је помоћ биле неопходна) али и велики проблем. Доласком страних мисија, и са њима савремених сазнања из епидемиологије заразних болести и упошљавања лекара странаца, махом Грка, тај однос је побољшаван у корист, не само бројног стања лекара, већ и квалитета здравствене заштите и смањења помора српског становништва.

### Моравска стална војна болница у Нишу сабиралиште свих морбундних[а], „да тамо сврше са животом или крену у албанску голготу“
У Ниш, и градску и Моравску сталну војну болницу, 1914. и 1915, што санитетским возом што дугим транспортним средствима, сливала се не само „река“ многобројних избеглица, рањеника и болесника већ и „најезда“ милиона вашију и бактерија, узрочника епидемија болести.
Моравска стална војна болница (познатија као болница код „Ћеле-куле“, на месту данашње Војне болнице Ниш) у свом саставу имала је 26 објеката, од којих је 18 коришћено за смештај рањеника и болесника. Међутим број рањеника и болесника у Нишу је толика брзо нарастао да у овој и другим нишким болницама једва да је имало места да се смести по који рањеник или болесник:
| „ | Па су их смештали по троје у две састављене постеље уздуж, а попреко наређали би и по четворо, а кад би и то било препуњено спуштали су их на добро напуњене и препокривене и застрте сламњаче поређане дуж зидова по ходницима, да би их најзад, стављали на носила изузета на брзину из магацина и та носила увлачила између или испред постеља по претрпаним собама.' | ” |

Како би се превазишао проблем смештаја болесника и рањеника, током 1914/1915. године у Нишу је формирано и даноноћно радило преко десет резервних болница. Резервне болнице су биле смештане у касарнама, школама, баракама Црвеног крста, па чак и у Казнено-поправном дому у Нишу, који је био у изградњи. Особље за рад у резервним болница чинили су, поред српских лекара, медицинара и болничара, чланови страних санитетских екипа, добровољци Црвеног крста и заробљеници, лекари и болничари.
- Прва резервна војна болница, за смештај 900 рањеника налазила се у Коњичкој касарни, на Црвеном крсту.
- Друга резервна војна болница налазила се у Инжењеријској касарни, у непосредној близини железничке станице.
- Руска „Московска“ болница налазила се у згради Гимназије (данашња гимназија „Стеван Сремац“). Ова болница је могла да прими 200 рањеника.
- Руска инфективна болница могла је да прими 150 болесника, издвојена је из Московске болнице и налазила се у баракама код Железничке станице.
- Руска Александријска болница
- Шеста резервна војна болница налазила се у Основној школи на „Стамбол-капији“ (данашња Основна школа „Вожд Карађорђе“).
- Резервна болница у Казнено-поправном дому са 2.000 постеља, почела је са радом децембра 1914. године.

У школи код Саборне цркве радила је руска апотека и медицинска дежурна станица, намењена здравственом збрињавању грађана Ниша и околине.
Масовна појава заразних болести широм Србије и евакуација, рањеника и болесника са северозапад Србије без претходне тријаже и адекватне санитарне обраде, заражених болесника, без спровођења основних хигијенско-епидемиолошких мера, додатно је допринела „експлозивном“ ширењу, повратног и пегавог тифуса, преко заражене беле ваши тела, и довела до тога да ће српска „ратна престоница Ниш“ и Моравска стална војна болница у њој постала је највећа епидемиолошка заразна болница у Србији. А у болници према извештају једне од чланица санитетске мисије Шкотских жена на пропутовању кроз Ниш, језиво стање:
| „ | Болесни и рањени лежали су у гомили заједно - људи којима је тек ампутирана нога или рука, са људима болесним од трбушног тифуса, дизентерије или промрзлина; умирући са онима већ умрлим. Многи од њих лежали су са ранама непревијени по недељу дана и више, а најмања рана занемарена често је стајала човека уда и понекад живота. У таквим условима многи су умрли само због запостављености. Неколицина доктора и медицинских сестара били су затрпани послом, радећи дан и ноћ без средстава за рад и медицинског материјала. Један хирург рекао нам је да је радио неколико дана без хлороформа и чак су веће операције извођене без употребе анестетика. Најгора од свега била је немогућност проветравања ових страшних одељења. | ” |

Ниш је у том периоду стравично изгледао, како каже један од очевидаца;
...„у граду је „царовала смрт“, блатњавим и излоканим улицама пролазила су запрежна кола натоварена болесницима, а још чешће грубо израђеним сандуцима“...
Сви напори наших и страних лекара и медицинског особља, нису могли да спрече масовно умирање у Нишу: 
...„И мртви се не сарањују већ неколико дана, јер је настала пометња међу онима што праве мртвачке сандуке, што односе на гробље, што копају раке и сарањују“...
Констатује у својим забелешкама супруга бившег руског амбасадор госпођа Хартвиг која је као испомоћ довела једну медицинску екипу Црвеног крста из Русије: која је у Нишу формирала хируршку са 350 и епидемиолошку болницу са 120 кревета.
Масовна умирања не само болесника већ и медицинског особља, захтевала су испомоћ у кадру, те на апеле управника у испомоћ је болници додељено неколико међународних санитетских екипа и 168 ратних заробљеника. 
„... У недовршену зграду нишке гимназије као испомоћ смешта се Московска хируршка војна болница. Њен управник је био је познати хирург др С. И. Сироткин, а лекари др В. В. Семјаникова, Србин др Арсеније Џуверовић и др Н. В. Марцинковичева, која ће, као епидемиолог, преузети нешто касније Заразну болницу смештену у баракама за колеричаре из претходног рата код железничке станице.“
У Нишу је шест месеци владала незапамћена епидемија, са високим процентом смртности, а у Моравској војној болници се у 1914. и 1915. поред рањеника лечило преко 3.000 људи од пегавог тифуса, а дневно је умирало и до 36 болесника. Према сачуваној евиденцији, у Моравској сталној војној болници, епидемија тифуса у Нишу добија широке размере од новембра 1914. (у новембру су умрла 253 лица, децембру 297, јануару 380, фебруару 495, марту 393, у априлу 231), да би се надаље број умрлих лагано смањивао.
У оваквом стању Војну болницу у Нишу је 1. марта 1915. примио др Владимир Станојевић, њен нови управник, са поприличним бројним стањем и затеченим проблемима;
| „ | „лекара и лекарских помоћника (37), болничара (256) и милосрдних сестара (175), а рањеника напретек.... Болница је имала у свом кругу 26 које зиданих зграда које барака. Од ових је било 18 у којима су били смештени болесници ... Рачуна се, неко време да је свију болесника могло бити, средином фебруара, кад је епидемија најјаче владала, око 3000...“ | ” |

| Тешки и тужни дани у нишкој војној болници, на које подсећа споменик умрлим тифусарима изграђен 1915. На прелазу из 1914. и у 1915. години стање у Моравској сталној војној болници, резервним болницама и граду Нишу било је у потпуности хаотично. Од 14. јула 1914. до 1. априла 1915. променила су се петорица управника болнице. Двојица су била заражена пегавцем, а један је умро. Зараза је покосила особље болнице: од 35 болесних лекара, њих 13 је заражено пегавим тифусом, а тројица су умрла. Тројица лекарских помоћника су оболела, један је умро. Од 11 медицинара, њих десеторица су оболела. Од 18 апотекара и апотекарских помоћника, смрт је однела једног. Болничари су десетковани. У једном тренутку половина их је била болесна (382 од 625), а 41 је умрло. |

О тешком кадровском стању у болници, приликом посете Нишу, почетком марта 1915, пуковник Хантер је забележио; о 956 оболелих брину свега двојица лекара! У војној болници је на 200 кревета лежало чак 700 пацијената.

## Повлачење српске војске и њеног санитета кроз Србију (30. септембар — 24. новембар, 1915)
Ситуација у Краљевини Србији се мења септембра 1915. Настаје прегруписавање аустроугарске и немачке војске на границама Србије, али овога пута са новим здруженим снагама непријатеља, којима прилази и Краљевина Бугарска, под централном командом фелдмаршал Аугуста фон Макензена.
Херојска одбране Београда није успела да заустави продора немачко-аустроугарских снага у северну Србију, као и нападе Бугара са истока земље. Ратна срећа је напустила Србију. Српска војска је све више западала у критичну ситуацију, а убрзо се одустало од веровања у контраофанзиву након доласка савезника, јер је њихова непосредна помоћ Србији изостала. Напустивши Београд и северне делове Србије српски краљ заједно са српском војском и народом све више повлачио према југу Србије, у нади да ће се спас наћи у повлачењу долином Вардара. У таквим условима санитет је био најслабија тачка.
Повлачење српске војске и њеног санитета од Београда преко Рашке до границе Србије, одвијало се уз много проблема. На том путу, преко Косова и Метохију, свуда је остављена опрема многих сталних и резервних војних болница (Београд, Ниш, Крагујевац, Ваљево, Зајечар, Смедеревска Паланка, Младеновац, Јагодина, Параћин, Књажевац, Крушевац, Краљево, Врњачка Бања, Чачак, Ужице, Алексинац, Врање, Врањска бања, Лесковац, Нови Пазар, Скопље и на крају Косовска Митровица, Приштина, Призрен, Пећ и Битољ.). У већем броју болница на тим правцима остављани су тешки рањеници и болесници и са њима одређен број санитетског особља (лекара, медицинара, апотекара, болничара) сходно одредбама Женевске конвенције. У јесен 1915. године на том путу повлачења сва архива војног санитета спаљена је у Краљеву.
Снажан продор непријатеља са севера и истока Србије условио је 21. октобра 1915. повлачење Моравске сталне војне болнице;...„једине српске санитетске формације која је остала формација и током Катастрофе, повлачећи се од Ниша па до Скадра, па кроз глибове дивљег албанског приморја, до Вида, Острва Смрти, на коме је одмах дејствовала“...
Америчкој мисији др Владимир Станојевић је предао 1.300 рањеника заједно са др Божидаром Замфтом, да сачека непријатеља, а у повлачење је кренуло целокупно особље болнице са јединицом од 500 регрута моравске болничке чете, „... са више хране за људе и стоку него ли болничких ствари...“
Упоредо са војском повлачио се и велики збег становништва, почиње голгота кроз снегом завејане планине Црне Горе и Албаније. Хиљаде и хиљаде мртвих пратило је траг огромне колоне, неки су сахрањивани, а многи и без гроба остајали поред пута. Повлачење је било тешко и напорно и трајало је три месеца све до 21. јануара 1916.
| Први ваздушни транспорт неколико болесника, у једном рату, обавили су српски и француски ваздухопловци, у току повлачења српске војске ка Албанији, са Косова Поља у новембру 1915. за потребе Војне болнице Ниш. Прво на релацији Београд-Ниш, а затим на релацији Призрен — Скопље на захтев управника др Владимира Станојевића. Евакуацију ваздушним путем извршила је „француска аеропланска чета“ под командом капетана Витрала. Сваки други транспорт ових болесника био би смртоносан. Први српски пилот који је у свом авиону 1915. евакуисао рањеника био је пилот Миодраг Томић. Он је полетео са нишког аеродрома Трупале, и на релацији Призрен—Скадар превезао 12 рањеника. Први авионом превезени болесник до Скадра био је Милан Рaстислав Штефанек словачки авијатичар, пребегао из аустроугарске војске, који је после рата постао министар војске Чехословачке. |

### Болница у Призрену
Десет дана касније, 1. новембра 1915. болница је преко Куршумлије стигла до Приштине. Закаснивши да се споји са Моравском дивизијом, њен управник је самоиницијативно одлучио да болница самостално настави према Липљану и Призрену. У Призрену је болница боравила десет дана заједно са хиљадама војника и избеглица, Владом и Врховном командом српске војске. Продор Бугарске војске онемогућио је повлачење према Битољу и Грчкој. У Призрену је извршена реорганизација болнице. Санитетска чета Моравске дивизије додељена је као део пратње Врховне команде, а остатку болнице наређено је да у Ђаковици заједно са црногорским властима организује збрињавање рањеника и болесника и њихову евакуацију на територију Црне Горе. У Ђаковици, где је болница боравила седам дана, др Владимир Станојевић је основао болницу са 150 кревета, амбуланту и кухињу. И поред наређења да збрињава само официре команда болнице је самоиницијативно лечила све категорије болесника.

### Болница у Ђаковици
Моравској сталној војној болници у Призрену је предат материјал неколико расформираних болница, и уместо да се повлачи тешким путем преко Љуме, наређено да у Ђаковици, у договору са црногорским властима, организује збрињавање рањених и оболелих официра, и њихов транспорт у дубину црногорске територије.
После напуштања Ниша, у Ђаковици је по први пут Моравска стална војна болница могла да се смести на дуже време и почне редовне активности.
| „ | Снабдевена новцем и са три тоне брашна, болница је организована са 150 лежајева. Поред болнице, посебно су организоване војничка амбуланта и кухиња. Потреба за овим службама била је велика и неодложна, а њиховом организацијом болница је на себе преузела велики задатак, будући да је ту упућивано мноштво изгладнелих и промрзлих војника који су успут изгубили своје јединице. Команда болнице је ову активност спровела самоиницијативно, будући да је било предвиђено да збрињава само официре. | ” |

## Албанска голгота или врлетима Албаније и Црне горе
Бројно стање Српске војске у октобру 1915. године било је: 420.697 бораца од тога 8.897 официра и 411.700 подофицира и војника. На ободне делове Косова 11. новембра 1915. године стигло је 280-300,000 људи, што значи да су губици српске војске у одступању од Београда до Косова износили око 120-140.000.
Пошто се српска војска сакупила на Косову, намера српских снага била је да ослонцем на североисточне косовске објекте (Преполац и Мердаре), пружи снажан отпор аустроугарско-немачкој и бугарске офанзиви која се убрзано кретала ка правца који је од Подујева и Митровице води ка Качанику и даље ка Скопљу. Падом Медљика и неуспелим покушајем преузимања контроле над Качаницком и кончуљским теснацем, план контраофанзиве и пробоја Качаничке клисуре доведен је у питање, а целокупна Српска војска, бројчано ослабљена у тешким биткама, нашла се на Косову окружена и сабијена, али не и уништена. Оваквим развојем догађаја, изгубљена је свака могућност повлачења Српске војске ка Скопљу а тиме и последња нада Врховне команде да ће се повлачење кроз Качаничку клисуру и долином Вардара удружи са савезницима.
У таквим условима, Влада Србије и Врховна команда српске војске одлучила је да војску заједно са избеглим народом повуче преко Црне Горе и Албаније на Јадранско море. Одлука о повлачењу донета је 24. новембра 1915. године, како би се избегла најопаснија криза српске војске од почетка рата и избегло њено уништење.
О решености српске стране да у Првом светском рату иде до краја, и сачува српску војску и избегао народ за коначну одбрану земље, сведоче ове речи председника Владе Николе Пашића, као одговор изговорен Воји Јањићу радикалском посланику, у Призрену:
| „ | Сада је главно извући што више војске из земље, коју ћемо тамо негде код својих савезника реорганизовати и даље се раме уз раме борити. Ако не успемо да извучемо никог из војске, Главно је да краљ, престолонаследник и Влада не падну шака непријатељу. Ми ћемо тада ићи у Француску. Скупићемо из Америке, Француске и Русије по једну чету војника, која ће се са српским заставама борити раме уз раме са нашим савезницима, против наших непријатеља до коначне победе и васкрса наше државе, нашег народног ослобођења и уједињења. Пут је овај тежак и трновит, али једини поштен, добар и спасоносан. | ” |

У одлуци о повлачењу биле су одређене маршруте којима ће се повлачити српска војска и у њима разврстане јединице: 
- Друга и Трећа армија и Одбрана Београда повлачила се правцем Пећ-Андријевица-Подгорица-Скадар
- Прва армија повлачила правцем Пећ-Рожаје-Беране-Андријевица
- Групе нових области повлачиле су се правцем Ђаковица-Везиров Мост-Пука-Љеш
- Тимочка војска правцем Призрен-Љум Кула-Пишкопеја-Дебар.

Део Шкотланђанки из Болница шкотских жена, њих око 40, донело је одлуку да крене у албанску голготу заједно са војском и избеглим становништвом. Пре поласка поделиле су се у две групе; 
- прву групу водила је Беатрис Макгрегор, а
- другу Вилијам Смит (сликар аматер), транспортни официр и један од ретких мушкараца у Болници шкотских жена.

На том крвавом путу Шкотланђанке су се показале изузетно храбро и достојанствено и уз само једну жртву, Каролајн Тафи, која је погинула у саобраћајној несрећи због превртања возила, стигле на јадранску обалу и острво Крф.

### Услови који су владали у српској војсци на почетку албанске голготе
Након донете наредбе о повлачењу српске војске са простора Краљевине Србије, морал српског војника и његово психофизичко стање које је стално било у паду, доведено је на најнижи ниво. Јединице су се поред претрпљених борбених губитка почело нагло да осипају због све учесталог дезертирања. Многи војници су се предавали непријатељу. Старешине нису могле, а из моралних обзира према својим војницима нису ни инсистирале, и спречавале дезертере. Отказивање послушности био је резултат анксиозности због одласка у непознато страха и панике појединаца за сопствени живот. Бројчано јако мала и за овакве услове недовољно обучена санитетска служба није могла значајније да помогне у решавању овог проблема.

Војнике који су дезертирали, хапсили су непријатељи. Многи су одмах интернирани у логоре за ратне заробљенике. 
| „ | Сведоци говоре да су на путу између Новог Пазара и Призрена аустро-немачке снаге заробиле око 50.000 српских војника. Већина њих је због лоших услова у логорима умрла. Тако су њихова имена остала забележена на бројним војничким гробљима широм Аустроугарске. Дезертери су умирали у Маутхаузену, Болдогасоњу, Јиндриховицама, Нађмеђеру, Араду... | ” |

На морал, велики број повређених и бројно стање српске војске значајно су утицале и борбене операције које је требало да штите одступницу српске војске. О томе говоре застрашујући подаци: да је Српска војска само од 11. новембра до 1. децембра 1914. године, изводећи одбрану основице за повлачење преко Албаније и Црне Горе у условима готово комплетно окружења, забележила губитке од око 80 хиљада погинулих, рањених и несталих војника.
| „ | Везан љубављу и дубоким осећањима за породицу и огњиште, српски војник је помишљао да ће се дубоко огрешити о своју породицу, своје имање и своју отаџбину ако је напусти. И ту, између патриотизма и поверења - панике и страха ломила се душа Србинова. Многи војници су говорили како ће своје официре допратити само до границе, а да даље не желе да иду, јер се боје да ће их у туђој земљи, по ступању на албанско приморје, официри оставити на цедилу. Ипак, и у условима великих пребега и предаја, надвладало је поверење у команду и старешине тако да ово није постало претежно размишљање и појава, јер је највећи број војника кренуо у одступницу. | ” |

#### Глад други непријатељ српске војске
Да би боље схватили у разумели српског војника, у овој за њега најтежој ситуацији (напуштања домовине), треба имати у виду потпуну исцрпљеност српског војника изазвану једним делом и знатном оскудицом хране, а нарочито неколико последњих дана на Косову. Поред тога, део залиха предвиђен за одступницу већ је био начет у ишчекивању и током организације марша, а све то су војници добро знали. Војници су, дакле, на овај пут неизвесност кренули без одмора и - гладни, са залихама трупа у храни инсанитетском материјалу које су биле највише за 4 до 5 дана.
Како би разрешила овај проблем на четвртој седници команданата армија 1. децембра 1915. донета је ова административна одлука, која није решила проблем:
| „ | Да се за даље, кад војници приме половину оброка хлеба, издаје сваком војнику по пола динара у виду новчане хране, а кад не буду могли да приме ни половину оброка хлеба, онда да им се издаје по један динар дневно." | ” |

А шта је са овом, помало демагошком одлуком Команде српске војске, могао да уради српски војник са само једним динаром, кад га је становништво на овом „путу глади“ просто глобило, наплаћујући проју од једног килограма по 15 до 20 динара. Према сведочењу Бораца просечан српски војник на овом страшном маршу ка приморју није јео хлеб најмање 15 до 20 дана, а неки и дуже - од дана када су истрошене четвородневне залихе.
Повлачећи се преко Албаније и Црне Горе, српска војска је пролазила кроз веома сиромашне и неприступачне пределе, где, према наводима трупног лекара у српској војсци Стевана Иванића.„...није више било ничега ни за куповину ни за отимачину за онолико велике масе војске и бегунаца“. Војска се ослањала готово искључиво на следовања, а то је било јако мало нпр. од 13. децембра 1915. до 21. јануара 1916. године, по војнику дневно је следовало између 500 и 1.670 калорија, углавном пиринча, брашна, хлеба, сланине, зејтина и конзервисаног меса уз врло мало пасуља и скоро никако воћа и другог поврћа. Према дневнику др Иванића, 27., 28. и 29. децембра, као и 19. јануара војска из следовања није добила ништа.
| „ | Војска је на свом путу кроз Албанију била са друге стране изложена изузетно великим физичким напорима - дуготрајним маршевима по киши и хладноћи, који су у комбинацији са неправилном исхраном довели до хроничног гладовања, а као последица јавило се масовно оболевање, поремећаји рада срца и бубрега и едеми глади. | ” |

Да би схватили колико је српски војник уносио мало калорија током албанске голготе, ево података о нормама исхране у Војсци Србије у 21.веку: енергетска вредност дневног оброка 3.500 калорија, уз унос витамина Ц из различитих извора (свеже воће, поврће, сокови и др.) који превазилази препоручену дневну дозу од 60 мг.
А понекад на овом путу није било ни довољно здраве пијаће воде. Ево како је Катарина Костић, пети разред гимназије то описала:
„Често на овом путу, где ништа друго не виђасмо осим планина, стена и неба, немађасмо ни воде да је пијемо, те се често задовољавасмо када је нађемо у шупљини коју је коњ начинио копитом, а у коју је киша нападала.“

### Врлетима Албаније и Црне Горе
По врлетима Албаније и Црне Горе српска војска је маршевала, у просеку око 150 километара (до линије прикупљања Скадар—Љеш—Тирана—Елбасан). За овај пут требало је:
- Другој армији 19 дана
- Тимочкој војсци 20 дана
- Одбрани Београда 22 дана
- Трупама нових области 13 дана ( комбиновани одред стигао је у Љеш 14. децембра 1916, а одатле до Драча маршевао је још 20 дана
- Првој армији, која је имала улогу заштитнице око 70 дана.

Пре поласка у албанску голготу са Есад Пашом, заповедником средишње Албаније, Влада Краљевине Србије 1915. године склопила је важан споразум о војно-политичкој сарадњи и пружању узајамне помоћи. Током српског повлачења кроз Албанију, Есад Паша је према српској војсци показао велику солидарност. Његова жандармерија је на граници штитила бокове колона српске војске у одступању, док ју је у непроходним и дивљим подручјима сусретала и показивала јој пут. У складу са овим споразумом, својим сународницима 3. новембра 1915. године Есад Паша, поред осталог је поручио:
| „ | Чујте, Албанци и Турци, кроз Албанију пролази Српски војска! Војска као војска тражиће од вас да купи храну. Српски војници немају другог новца сем папирне банкноте од 10 динара. Али, знајте да је она равна турској мекедији. И ко покуша да побије њену вредност, уједаће се тамо где се нико не уједа! | ” |

Захваљујући оваквом ставу Есад Паше, и поред тога што је током преласка Албаније Српска војска нападана и пљачкана, већи део становника средишње Албаније је био за сарадњу, па су српски губици били мањи . Локално сеоско становништво пружало је српској војсци уточиште по његовој наредби. Чак је и последње залихе хране за своју жандармерију Есад Паша уступио српској војсци, чиме је спасио читаве српске јединице.
Међутим многи нелојални Албанци, жељни зараде и лаког плена, нису поштовали пашину одлуку, и мучки су нападали, убијали и отимали оружје и опрему и до голе коже свлачили убијене војнике, старце, жене и децу.

#### Вишеструка улога војног санитета
Заједно са војним колонама (које су бројале 220.000 старешина и војника) одступало је и 200.000 старца, жена и деце, избеглица (од којих је трећина на овом путу умрла), и рањених војника. Вишеструка улога војног санитета у маршевању врлетима Албаније и Црне Горе огледала се у:
Збрињавању војника, старца, жена и деце
Новорањени и оболели војници старци жене и деце, нису заостајали за маршевском колоном, али се нису предавали непријатељу, већ су одступали са санитетском службом, од једне до друге санитетске станице на маршрути, представљајући посебну одговорност и велико оптерећење за организацији санитетског обезбеђења маршевске колоне. 
Исхрани и физичкој заштити рањеника и болесника
Како су залихе хране понете пре одступања брзо потрошене настао је велики проблем како исхранити рањенике и болеснике. Санитетлије су разгртањем снега под плитком и оскудном земљом чупали маховину, папрат, лишајеве, лишће и корење и то стављали у казан. Тако су се хранили данима не би ли спасли болеснике и себе од глади.
Евакуацији санитетског материјала и медицинске опреме
И поред свих напрезања санитетске службе, није успела да сачува санитетски материјал. Наиме на правцу Жљеб—Беране није било немогуће провести воловска кола са санитетским материјалом, који је остављен успут због тешких метеоролошких услова, глади физичке исцрпљености и великог закрчења путева избеглицама које су нападали побуњени Арбанаси.
Главнина српског санитета, на челу са Моравском сталном војна болницом из Ђаковице премештена у Пећ, у који је кренула 17. новембра 1915. године. Након доношења одлуке о повлачењу преко Албаније и Црне Горе, 21. новембра/4. децембар 1915. године, преко Ругова, краћег али мукотрпнијег правца, прешли су српски лекари и друго медицинско особље, а преко Жљеба, за Беране прешла је комора са опремом и болесницима.
За шест дана марша (од 21. новембар/4. децембар - 28. новембар/11. децембар), преко Андријевице, главнина санитета са Моравском сталном војна болницом стигла је у Подгорицу. У град на Морачи доспело је само људство, али не санитетски материјал, јер преко Жљеба није било могуће провести воловска кола.

### На јадранској обали у ишчекивању превожења или нових жртава?
Када су угледали море код Скадра и Медовски залив српски војници су само извесно време били расположени. Морал је почео да расте јер су били у нади да је њиховим патњама коначно дошао крај. Међутим, убрзо је следило разочарење, јер њиховим мукама није дошао крај. Савезничких бродова, који је требало да их прихвате и евакуишу, није било, тако да су на обали Јадранског мора крајем децембра 1915. и током јануара 1916. године српску војску чекала нова, неочекивана, искушења. Почела је сезона киша, било је веома хладно, а нигде склоништа и заклона за изнемогле српске војнике. Почело је масовно умирање у Скадру и једна од најстрашнијих етапа Албанске голготе. Српски војници умирали су на улицама, испред албанских кућа, у логорима око града где су боравили. Сведоци кажу да је капела у коју су доношени мртви српски војници свакодневно била пуна до таванице. По послератним записима свештеночувара српског војничког гробља у Скадру Лазара Матијевића, процењује се да је у околини Скадра тих кобних дана умрло око 5.000 српских војника и цивила.
Првобитно је било планирано да се војска и избеглице сконцентришу у лукама Свети Јован Медовски и Драч, како би се из њих извршила евакуација. Међутим делом због лошег времена и неповољне ситуације на фронтовима, а делом због политичких калкулација и неодлучности савезника, помоћ и евакуација је споро реализована. За изнурену, промрзлу и оболелу војску очекиваних намирница и лекарске помоћи на албанској обали није било, а савезници (пре свих Италијани) нису јој дозвољавали улазак у већа места, наводно због страха од заразе, и тако се голгота започета у врлетима Албаније и Црне Горе наставила.
Плашећи се дејства аустроугарских бродова из Бококоторског залива, савезнички бродови нису смели да се усидре у Скадру и Медовском заливу. 
Проблем је био што је лука у Медовском заливу плитка, а непријатељ је био близу. Од Котора, главне поморске базе Аустроугарске, до луке Свети Јован Медовски, хидроавионима је било потребно пола сата, док је непријатељска подморница стизала је за сат времена.
Настало је одуговлачење са пребацивањем преосталих српских снага за Крф и северну Африку. То је имало за последицу, нове и непотребно велике жртве које су могле довести до коначне пропасти српске војске. Велики бродови у Медови морали су да се усидри стотинама метара даље од обале, а то је давало довољно времена непријатељским хидроавионима и подморницама да дејствују. Сваки други брод који је дошао у ову луку био је потопљен. У броду „Бриндизи“, који је потонуо у непосредној близини Медове, страдало је око 400 црногорских добровољаца који су дошли из Америке како би се придружили и помогли српској војсци.
Заборављена од савезника, препуштена самој себи, Србији је једино преостало да се обрати Русији и од ње затражи помоћ. Престолонаследник Александар, сав очајан у безизлазној ситуацији, упутио је апел руском цару Николају Другом, у коме га је молио да учини нешто како би спасио Српску војску од сигурне пропасти:
| „ | Са надом и уверењем, да ће се моја војска у Приморју Јадранскоме снабдети и реорганизовати на миру, помоћу, обећаном од Савезника, ја сам је превео овамо преко Албанских и Црногорских планина. Не нашавши ништа од онога овде, што јој треба да се издржава и реорганизује, она стоји данас пред најжалоснијим свршетком ... Ја се надам да ће овај мој апел наћи одзива код Вашег императорског Величанства ... да ће интервенисати код савезника, да спасе Српску војску од катастрофе, коју није заслужила а која предстоји. | ” |

На инсистирање Руског Цара 22. децембра 1915. Француска извиђачка војна мисија, на челу са генералом Пиароном де Мондезиром, дошла је у Медову са задатком да сагледа... шта је остало од Српске војске, у каквом је стању и да процени да ли се на њу може даље рачунати и има ли уопште вајде да се она реорганизује.
На основу извештаја, оцене и предлога француског генерала Мондезира: да се српској војсци помогне и да се она реорганизује негде у Француској, или Грчкој, генерал Луј Фурније 26. децембра издао је одобрење да се српска војска укрца у Медови и Драчу, а да ће највероватније искрцна станица српске војске бити северна Африка.
Након што су Италијани оспорили место укрцавања, из безбедносних разлога, ситуација са српском војском се искомпликовала. Све то скупа довело је до измена почетног плана, и додатног маршевања до Валоне, што ће српску војску „коштати“ нових жртава. Број непланираних жртава на правцу маршевања Медова—Валона никада се неће сазнати, јер се ове додатне жртве никада нису избројане, али се према процени крећу неколико десетина хиљада умрлих.

#### Болница у Скадру
По пријему наређења из Подгорице главнина санитета наставила је пут за сигурнији и боље снабдевени Скадар. У препуном граду, др Владимир Станојевић је 6/19. децембра 1915. добио наређење да поново организује привремену болницу. Поред претрпане две црногорске болнице, у две зграде у којима је раније била смештена италијанска морнаричка касарна, са 500 кревета, и обавезу да врши опслуживање и лечење сопствених али и рањеника и болесника смештених у црногорској болници. После дуготрајног сређивања и уређења, болница је поново почела са радом.
Захваљујући благајнику Српског Црвеног крста Ђорђу Радојловићу и члану Главног одбора др Јеврему Жујовићу, болници је уступљено злато ове организације. Тако је из Медовске луке у болницу довезено брашно. Како је добро организована болница радила са великим успехом, добила задужење да спрема храну и за српске болеснике у црногорској болници. 
| „ | Баш као и у Ђаковици, и у Скадру је команда болнице организовала исхрану за војнике без команде, па је после набавке шест великих казана, поново уз помоћ Црвеног крста, почела свакодневна прехрана више од четири хиљаде људи. | ” |

Наредних месец дана у овој болници лечено је преко 5.000 рањеника и болесника, а дневна смртност се кретала између 30 и 35 лица (као у најтежим данима епидемије пегавог тифуса у Краљевини Србији 1914/1915).

### Крај најстрашније ратне 1915. године
На јадранској обали у ишчекивању српска војска је дочекала крај најстрашније ратне 1915. године за Краљевину Србију, која је била посебно поражавајућа по укупним санитетским и несанитетским губицима војника и цивила, свих узраста и оба пола.
До септембра 1915. године само у Војсци страдало је 172.508, а приликом преласка Албаније и Црне Горе још 77.455 лица. Толика смртност, осим ратних дејстава, изазвана је и психофизичким исцрпљивањем (страх од погибије, недостатак хране, чести маршеви и лоши метеоролошки услови), епидемијама и општим стањем и лошим хигијенским условима, праћени нехигијенским (недовољно изграђеним) ставовима војника.
Уколико се овој „поразној“ бројци дода и око 360.000 цивила и војника умрлих од епидемије пегавог тифуса и других болести у раздобљу од краја 1914. до пролећа 1915. године, укупни губици цивила износили су око 500.000. По службеним подацима српске Комисије за репарацију, у окупираној Србији, за време трајања борби, као и због прогона и интернације, до краја 1915. године нестало је још око 260.000 лица.
Тако је ратна 1915. година, према наводима историчара академика др Владимира Стојанчевића, однела око 1.050.000 живота, што је у том период чинило близу четири петине укупних губитака које је Краљевина Србија имала током четворогодишњег рата: 1.247.435 погинулих, умрлих и несталих становника.

### Кроз мочваре албанског приморја и пребацивање на Крф и у северну Африку
Нови напори и нове жртве! Поново је српска војска и њен санитет кренуо на пут 7. јануара 1916. Од српске војске тражено је да настави своје кретање кроз мочварно албанског приморја до Драча и Валоне. Киша је почетком јануара 1916. године непрекидно падала у Албанији. Излиле су се реке и подручје које је иначе мочварно постало је непроходно. Блато и глиб били су на све стране. Много српских војника удавило се у набујалим рекама које су им пресецале пут, много остало заглибљено у блату, или умрло од исцрпљености прелазећи последње километре, одлучујућег марша.
У расквашеном терену, дневно су се и по више сати заглибљивали српски пукови, јер су се њихови преморени, изнемоћали и изгладнели војници буквално гушили у блату. То је имало за последицу и стално осипање бројног стања, због све чешћег умирања војника. На овој релацији од шездесетак километара маршевало се јако дуго, у просеку само 5-6 километара дневно. Док је саставу трећепозиваца 4. пука требало седам дана (од 7. до 15. јануара 1916) - од реке Маће (јужно од Љеша) до Драча. Након овог марша, на коме је умрло преко 40.000 регрута, српска војска, избеглице и њен санитет коначно су 15. јануара стигли у Драч.
Међутим, и након овога пута није било крај српским мукама. Настало је одуговлачење са пребацивањем преосталих српских снага за Крф и северну Африку. То је имало за последицу, нове и непотребно велике жртве које су могле довести до коначне пропасти српске војске. Заборављена од савезника, препуштена самој себи, Србије је једино преостала да се поново обрати Русији и од ње затражи помоћ. Престолонаследник Александар, сав очајан у безизлазној ситуацији, упутио је апел руском цару Николају Другом, у коме га је молио да учини нешто како би спасио Српску војску од сигурне пропасти. Интервенција је уродила плодом и након посредовања Цара Николаја код Француске Владе, коначно је почела да се спроводи ефикасна евакуација бродовима за Крф и северну Африку.

### Месец дана умирања
Да је прихват и транспорт српских трупа са јадранске обале био добро и правовремено организована, целокупна Српска војска била би у Грчкој, Тунису, Италији и Француској месец дана раније а број умрлих смањен за више од половине, јер је смрт је нарастала прогресивно, због изложености неповољним временским условима на отвореном простору, физичког напрезања кроз мочварно албанско приморје, недостатка хране, ширења заразних болести и недостатка санитетског материјала и лекара.
Проста рачуница каже да је од доласка главнине српских трупа (16 до 20 децембра 1915), на јадранску обалу, до почетка транспорта изгубљено 29 до 33 дана. А то је било тачно месец дана више умирања за жртве албанске голготе!
- Десет дана - од 6. до 16. јануара утрошено је за укрцавање за Тунис (из Драча, Медове и Валоне)
- Девет дана - од 19 до 28. јануара, за марш трупа од Драча до Валоне
- Двадесетдва дана - од 28. јануара до 19. фебруара, утрошено је за транспорт трупа из Валоне за Крф.[32]

### Коначно крај албанске голготе и долазак на Крф и острво Видо
Савезничка флота састављена од 45 бродова италијанске, 25 француске и 11 британске морнарице, до 20. фебруара 1916. из Драча на Крф је превезла 136.000 српских војника и цивила, међу којима су били и преживели припадници санитетске службе српске војске. 
| „ | ...„И тако се, најзад, српски војник превезао до Крфа, до Бизерте, а болестан и рањен у Француску, у Марсељ. Они који су отишли морем у Африку и Француску беху обезбеђени ... Али они који су дошли на Крф и Видо имали су да поднесу још тешка искушења“. | ” |

После великих напрезања и бројних жртава остатак војног санитета коначно је стигао на своје крајње одредиште, острво Видо са основним задатком да заустави помор српских војника.
Међу великом већином српских војника који никада раније нису видела море, било је и 5.000 оних који су његовим модрим дубинама, око острва Вида и Крфа, предали своје посмртне остатке да у њима вечно почивају.

## Епилог албанске голготе
Укупан број мобилисаних Срба и добровољаца
Краљевина Србија са 4,5 милиона становника до септембра 1915. године мобилисала је 714.343 војника и официра. Црпећи последње људске резерве у егзилу, 1916-1918, број мобилисаних се повећао на 737.000 (остатак регрута који су преживели албанску голготу, нови регрути међу избеглим народом, добровољци из Русије и прекоморских земаља), или 24% становништва.
Војни губици које је Краљевина Србија поднела, износе укупно: 402.435. Након рата пописано је 114.000 ратних војних инвалида.
Губици стараца, жена и деце нису били ништа мањи. Према службеним подацима које је државна делегација поднела на Конференцији мира у Паризу 1919. године, од болести и глади у земљи и у интернацији, умрло је или убијено у окупаторским акцијама укупно 845.000 деце, жена и старијих лица.
Војнички губици српске војске од почетка Великог рата до окончања албанске голготе
Војнички губици које је Србија поднела од почетка рата до завршетка албанске голготе, по година били су следећи:
- 1914. – 69.022 погинулих и умрлих
- 1915. (до септембра) – 56.842 погинулих и умрлих
- 1915. (од септембра 1915 до марта 1916) – 144.098 погинулих и умрлих

Губици санитетске службе
Пратећи ратни напор Краљевине Србије њен санитет, војни и грађански, поднео је велике жртве, које приказане у бројкама изгледају овако:
- погинулих и умрлих лекара – 122 (3+119)
- умрлих стоматолога – 1
- умрлих лекара странаца у српској војсци – 25
- умрлих студената медицине – 20
- умрлих старијих доктораната – 4
- умрлих заробљених лекара на раду у српским војним болницама – 11

Укупан број Срба и добровољаца спашених после албанске голготе
Из Драча, Валоне до Бизерте, Крфа, Солуна, према подацима француске мисије, која је руководила транспортом српске војске и податке прикупљала на лицу места:
- Са обала Албаније од 7. јануара до 19. фебруара превезено је бродовима укупно 154.454 војника. Од тога на Крф 138.691 војника и цивила, у Бизерту око 10.763 војника, на Корзику 3.000, и у Француску 2.000.
- Овом броју треба додати и део трупа (одред пуковника Васића) који се маршујући кроз Македонију пробио у Солун са 3.631 војником.
- У Албанији су привремено остали само делови неких јединица српске војске у селу Дризиша на Војуша ради чувања и исхране стоке и комплетна Коњичка дивизија, којој су савезници још 19. јануара обуставили сваки покрет на реци Војуша, са 1.500 људи и 16.500 коња. Ове јединице су постепено пребациване из Албаније до 5. априла, када је Албанију напустила и Комисија за укрцавање у Валони.

Кад саберемо наведене податке долазимо до тога да је Српска војска, након албанске голготе успела да сачува и на простор ван борбених дејстава доведе контингент од 159.585 војника.
| Четрдесет хиљада регрута – мученика у гротлу албанске голготе Нисам ни слутио да су та деца на смрт осуђена, да ће ту децу маћијски бацити у планине албанске где ће умирати од глади и од зиме, где ће се давити у блату и где ће их болести обарати као олујина недозрели влат. Нисам ни слутио да ће од 40 000 српске деце за месец дана 36 000 наћи гробове своје у снежним амбисима и смрдљивим барама и да ће Србија читаву једну генерацију своје омладине просто бацити зверовима за храну, као непотребно месо. Нисам ни слутио, велим, када су та деца, бледа и уморна лица пролазила у недогледним редовима мимо мене, да они иду на своју Голготу и да је хришћанство према Српству тако сиромашно жртвама. Две хиљаде година ми славимо и жалимо четрдесет младенаца, мученика, колико је хришћанство у борби од неколико векова поднело на жртву, а ми за неколико дана бацимо на жртву четрдесет хиљада младенаца – мученика! (Бранислав Нушић, одломак из његовог романа „Деветстопетнаеста – трагедија једног народа“.) |